# Antheua tricolor
Antheua tricolor är en fjärilsart som beskrevs av Walker 1855. Antheua tricolor ingår i släktet Antheua och familjen tandspinnare. Inga underarter finns listade i Catalogue of Life.